# Joseph Cooper
Joseph Cooper (Wellington, 27 december 1985) is een Nieuw-Zeelands wielrenner die anno 2018 rijdt voor Bennelong SwissWellness Cycling Team.
In 2013 werd hij nationaal kampioen tijdrijden. Twee jaar later, in 2015, werd hij nationaal kampioen op de weg.

## Belangrijkste overwinningen
2006
 Nieuw-Zeelands kampioen op de weg, Beloften
2010
3e etappe Ronde van Southland
2012
Bergklassement New Zealand Cycle Classic
2013
 Nieuw-Zeelands kampioen tijdrijden, Elite
1e etappe New Zealand Cycle Classic (individuele tijdrit)
2014
 Oceanisch kampioen tijdrijden, Elite
2015
 Nieuw-Zeelands kampioen op de weg, Elite
Proloog New Zealand Cycle Classic
2017
 Nieuw-Zeelands kampioen op de weg, Elite
Eindklassement New Zealand Cycle Classic
3e en 4e etappe Ronde van China I
9e etappe Ronde van Hainan
4e etappe Ronde van Korea

## Ploegen
- 2007 –  Discovery Channel-Marco Polo Team (vanaf 1-6)
- 2009 –  Subway-Avanti Cycling Team
- 2010 –  Subway-Avanti
- 2013 –  Huon Salmon-Genesys Wealth Advisers
- 2014 –  Avanti Racing Team
- 2015 –  Avanti Racing Team
- 2016 –  Avanti IsoWhey Sport
- 2017 –  IsoWhey Sports SwissWellness
- 2018 –  Bennelong SwissWellness Cycling Team

Beckinsale · Clements · Cooper · Crawford · Davis · Donnelly · Dyball · Earle · Flakemore · Giacoppo · Haig · Jones · Lovelock · Robinson · Shaw · K.Walker
Beckinsale · Clark · Cooper · Davis · Donnelly · Dyball · Fetch · Flakemore · Giacoppo · Gunman · Haig · Jones · Law · Lovelock-Fay · O'Brien · Robinson · van der Ploeg
Aitcheson · Cooper · Crome · Giacoppo · F.Gough · R.Gough · Hamilton · Hucker · Karwowski · Lake · Lane · Mudgway · O'Brien · O'Connor · Shaw · Stevenson · van der Ploeg · Zenovich
Bayly · Bowden · Christie-Johnson · Cooper · Crome · Davids · Elliott · Freiberg · Giacoppo · Harper · Lake · Lea · Porter · Roe · D. Sunderland · S. Sunderland · Toovey · Von Hoff · Ward